# Uniwersytet Trent

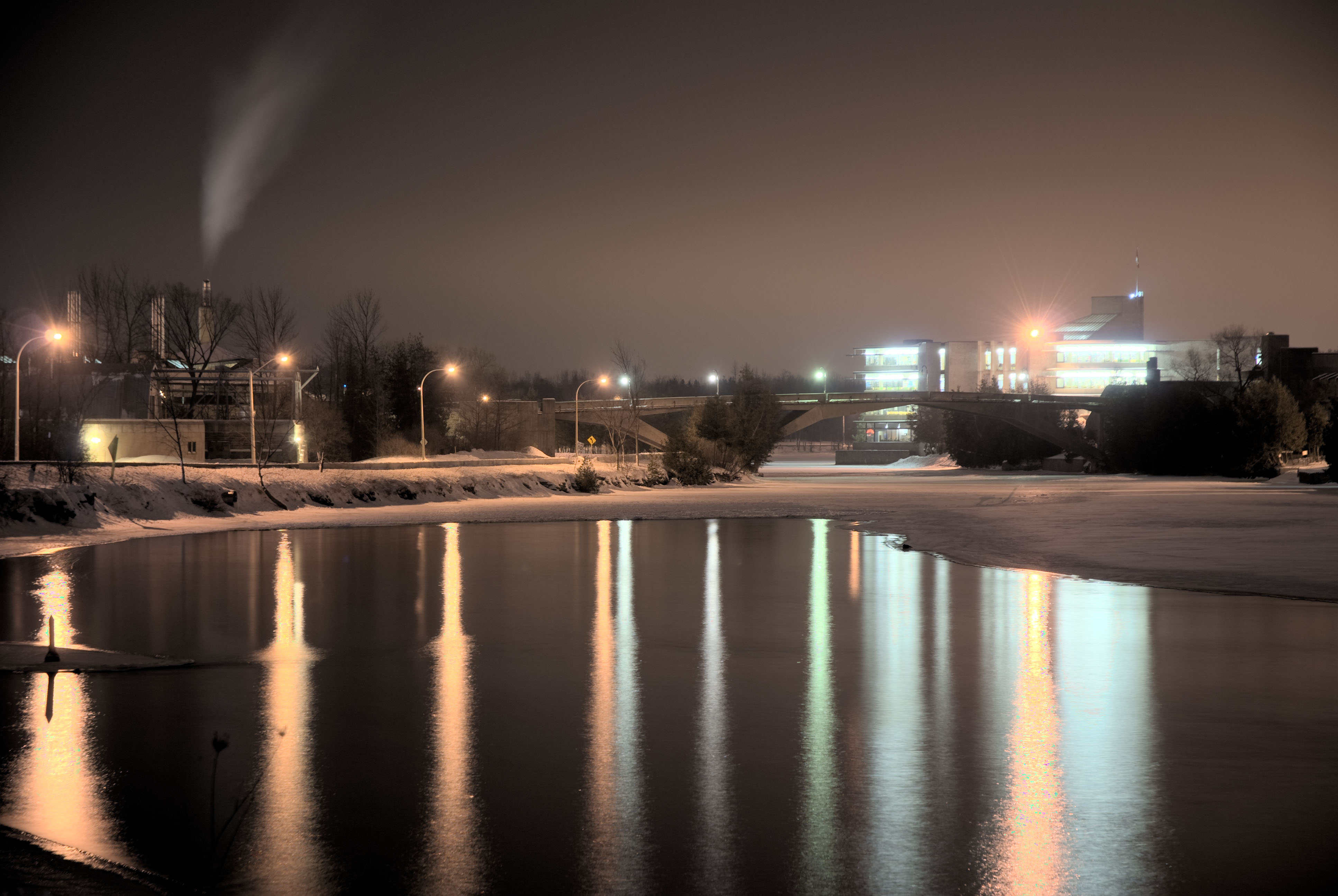
Teren uniwersytetu nocą

Uniwersytet Trent (ang. Trent University) – kanadyjska uczelnia publiczna w Peterborough, założona w 1964. Jej nazwa pochodzi od Trent Valley (doliny rzeki Trent, przepływającej w pobliżu Peterborough), pierwotnie planowanej lokalizacji placówki szkolnictwa wyższego.
Instytucja oferuje studia głównie na poziomie bakalaureatu, ma też jednak pewną liczbę doktorantów. Kształci ponad osiem tysięcy studentów i zatrudnia około 500 pracowników naukowych. Ma filię w Oshawie, na University of Ontario Institute of Technology.
Radio uniwersytetu nosi nazwę CFFF-FM.